# Tokischa
Tokischa Altagracia Peralta (San Felipe de Puerto Plata, República Dominicana; 17 de març de 1996), coneguda monónimamente com Tokischa, és una raper dominicana. Després de treballar com a model per a la fotògrafa Raymi Paulus, li van proposar entrar a la indústria musical. Va signar un contracte discogràfic amb Paulus Music i va llançar el seu primer senzill "Pícala" amb gran èxit regional. Les seves lletres i la seva imatge pública han estat catalogades sovint com "controvertides" i alhora "alliberadores" pels mitjans de comunicació internacionals, deslligant la polèmica i rebent una àmplia cobertura mediàtica.

## Primers anys de vida
Tokischa va néixer en la pobresa el 1996 i va passar la major part de la seva infància i adolescència al petit poble dels Frares, un barri de Santo Domingo, a la costa sud de la República Dominicana. Tot i que les primeres informacions apuntaven que havia patit un constant assetjament escolar a l'institut, ella ho va negar i va afirmar que ella és de les que es sap defensar.
Tokischa va demostrar el seu talent i creativitat per a l'art i la música des dels deu anys. Més tard va estudiar belles arts i art dramàtic. Amb setze anys es va dedicar al modelatge professional, a més de treballar en una central telefònica durant un any. Als vint anys, mentre Tokischa realitzava una sessió de fotos per a una revista a la seva ciutat natal, va conèixer a la productora i dissenyadora Raymi Paulus, que va quedar fascinada per la seva veu i el seu talent per a la música, i li va demanar que gravés algunes cançons en el seu estudi. Finalment va signar un contracte discogràfic amb el seu segell Paulus Music.

## Carrera

### 2018-actualitat: primeres versions i èxit regional
En 2018 Tokischa va debutar amb la cançó "Pícala", al costat del cantant dominicà Tivi Gunz. El videoclip, que va aconseguir un milió de visualitzacions la setmana d'estrena, compta amb divertides escenes que mostren un viatge psicodèlic i al·lucinogen provocat pel consum d'algunes substàncies. El novembre, va publicar la cançó "Que Viva" amb Químico Ultra Mega. També es va presentar al Festival de Trap Dominicà, que se celebra anualment en diferents localitats de país.
El febrer de 2019, Tokischa va llançar el senzill "Perras Como Tú", com a part de la banda sonora de la pel·lícula mexicana Miss Bala: Merciless. El setembre, va llançar l'obra ampliada Freestyle #007, amb DJ Scuff. Paral·lelament va treure el single "Empatillada", amb Jamby El Favo, una de les seves cançons més populars. El mes següent va llançar el senzill "Twerk" amb Eladio Carrión. El seu videoclip va assolir més de cinc milions de visualitzacions a la plataforma YouTube en poc temps. L'any següent, Tokischa va estrenar la cançó "Varón", una de les seves cançons més controvertides. El febrer, va col·laborar al single "Amor & Dinero" de Jinchoo. L'octubre, va publicar la cançó "Desacato Escolar" amb Yomel El Meloso i Leo RD, que va ser parcialment censurada en diverses plataformes durant un temps limitat. El mes següent va llançar el senzill "Hoy Amanecí", amb Tivi Gunz. El desembre, va publicar “El Rey de la Popola”, amb la cantant dominicana Rochy RD, convertint-se en un èxit a la xarxa social TikTok.
El gener de 2021, Tokischa va publicar el senzill "Yo No Me Voy Acostar", al costat de Yailin La Más Viral i La Perversa. El mateix mes va estrenar “Bellaca Putona”, amb Químico Ultra Mega, que va aconseguir situar-se al capdavant de les llistes d’èxits del seu país. Durant l'any, va continuar traient cançons del gènere umbrella urbà i col·laboracions amb artistes regionals. Tokischa va arribar als titulars internacionals l'estiu d’aquest any després de diverses col·laboracions amb artistes llatins de primera fila com J Balvin i Rosalía. Tots dos videoclips es van filmar a Santo Domingo. Tant Tokischa com Rosalía havien avançat la seva cançó "Linda", produïda per Leo RD. Es va estrenar l'1 de setembre. Una setmana abans, "Perra", la col·laboració de Balvin, es va llançar per a descàrrega digital. Tokischa, juntament amb el seu segell discogràfic Paulus Music, havien signat prèviament un acord de distribució amb Equity Distribution, la companyia de distribució indie de Roc Nation a principis d’aquella temporada.

## Artística
Tokischa conrea diversos estils musicals, on destaquen el trap, el hip hop, el rap i l’urbano. No obstant això, ha declarat en diferents ocasions que no hi ha un gènere que la identifiqui. Les seves cançons tenen lletres molt personals i "el més honestes possibles". Un artista que la va inspirar al principi de la seva carrera va ser DJ Scuff. Tokischa també és fan de la música rock afirmant que va triar el trap perquè era el més semblant al rock actualment.

## Controvèrsies
El desembre de 2019, Tokischa es va inscriure a OnlyFans i va començar a publicar contingut sexualment explícit després d'haver estat censurat prèviament a Instagram. L'opinió popular sobre aquest gest de Tokischa va ser negativa, i molts la van criticar per "vendre's online". El 2021, la cantant es va sincerar sobre la polèmica a l'ABC, afirmant que "vaig obrir el meu compte perquè sempre m'ha agradat el contingut explícit, la sexualitat, el sensualitat i la morbositat. Això sempre m'havia causat problemes quan era nena, ja que la meva família em veia fent-me fotos provocatives. Instagram va esborrar un parell de fotos meves fa uns anys així que, quan OnlyFans es va convertir en alguna cosa, vaig veure l'oportunitat de fer-ho sense censura ni explicacions. A més, vaig conèixer un equip de professionals que em van ensenyar a treure-li partit econòmic. Això em va ajudar bastant durant la pandèmia. Tota la inversió que vaig fer en la meva música en els últims mesos ha sortit d'aquesta plataforma".
L'octubre de 2020 va llançar a les plataformes d'streaming el tema "Desacato Escolar", una col·laboració amb Yomel El Meloso i Leo RD. El tema va causar polèmica per la seva lletra que feia referència a la prostitució. Fins i tot va ser retirat de YouTube. No obstant això, va tenir un efecte Streisand i va créixer ràpidament en nombre. Tokischa va parlar d'això a RTVE, afirmant que: "Crec que la gent que ho critica no vol acceptar la vida tal com és. El Dembow i la música urbana en general són l'expressió de barri i d'aquell sub-món, del que es viu. Si el rap parla de delinqüència i armes, és perquè això existeix, no perquè l'artista s'ho inventi. No podem ignorar aquestes realitats. La prostitució és la mateixa, sempre ha existit, i si parlen d'ella en les cançons és perquè és així. Si aquesta persona que critica se sent molt pulcra, potser és perquè no vol conèixer aquestes realitats o que tot això surti a la llum, però nosaltres cantem el que vivim, i això és inevitable".
La seva polèmica més sonada i recent es va produir l'agost de 2021, quan la rapera va posar seminua al santuari de la Mare de Déu de l'Altagracia de la Vega. L'alcalde de la localitat, va emetre un comunicat en el qual condemnava que Tokischa "va faltar a les normes i valors ètics que regeixen la convivència civilitzada i exemplar del nostre municipi". Posteriorment, la rapera va expressar el seu penediment a Internet i va afirmar que "no ho vaig fer amb intenció d'ofendre, si no més aviat per demostrar que qualsevol pot resar, vingui d'on vingui, o el que representi". Malgrat les disculpes, la Fiscalia de la Vega va dictaminar que la intèrpret no podrà visitar els santuaris d'aquesta província durant un any, després que l'alcalde Kelvin Cruz presentés una denúncia contra ella.